# Jekaterina Sergejewna Kondratjewa
Jekaterina Sergejewna Kondratjewa (russisch Екатери́на Серге́евна Кондра́тьева, englisch Yekaterina Kondratyeva; * 8. April 1982 in Gorki, RSFSR, Sowjetunion) ist eine ehemalige russische Leichtathletin, die sich auf den Sprint spezialisiert hat. Mit der russischen 4-mal-100-Meter-Staffel wurde sie 2006 in Göteborg Europameisterin.

## Sportliche Laufbahn
Erste Erfahrung bei internationalen Meisterschaften sammelte Jekaterina Kondratjewa im Jahr 2003, als sie bei der Sommer-Universiade in Daegu in 23,43 s die Silbermedaille im 200-Meter-Lauf hinter ihrer Landsfrau Jelena Bolsun gewann und mit der russischen 4-mal-400-Meter-Staffel in 3:31,63 min die Goldmedaille gewann. Im Jahr darauf nahm sie über 200 Meter an den Olympischen Sommerspielen in Athen teil und schied dort mit 23,37 s im Viertelfinale aus. 2005 belegte sie bei den Halleneuropameisterschaften in Madrid in 23,57 s den fünften Platz und im August kam sie mit der 4-mal-100-Meter-Staffel bei den Weltmeisterschaften in Helsinki im Vorlauf nicht ins Ziel. Im Jahr darauf gelangte sie bei den Europameisterschaften in Göteborg mit 23,58 s auf den sechsten Platz über 200 Meter und verhalf der Staffel zum Finaleinzug und trug damit zum Gewinn der Goldmedaille bei. 2007 schied sie bei den Studentenweltspielen in Bangkok mit 25,04 s im Viertelfinale über 200 Meter aus und 2013 beendete sie ihre aktive sportliche Karriere im Alter von 31 Jahren.

## Persönliche Bestzeiten
- 100 Meter: 11,39 s (+1,4 m/s), 12. Juni 2006 in Tula
  - 60 Meter (Halle): 7,34 s, 23. Januar 2005 in Moskau
- 200 Meter: 22,64 s (+0,7 m/s), 31. Juli 2004 in Tula
  - 200 Meter (Halle): 23,19 s, 22. Januar 2005 in Moskau